# François Marie de Broglie
Pour les autres membres de la famille, voir Maison de Broglie.
François Marie de Broglie, comte de Revel, marquis de Senonches, (1er novembre 1611 – 2 juillet 1656), est un lieutenant général français originaire du Piémont et un des commandants en chef lors de la guerre de Trente Ans. Il est l'ascendant de la famille de Broglie en France.

## Biographie
Né dans le Piémont, il est le quatrième fils d'Amédée Broglia, comte de Cortandon. D'abord gentilhomme de la chambre du prince Maurice de Savoie, il est titré comte de Revel en Piémont en 1639. Il épouse Catherine Olympe de Vassal de Favria.
En 1649, il est gouverneur des villes de Constantin et de Montblanc en Catalogne. Il devient lieutenant général en 1652 et reçoit des lettres de naturalité en 1654.
Il achète en 1654 à Charles II de Mantoue la terre de Senonches et une partie de celle de Brézolles revendues en 1667 à Henri Jules de Bourbon, duc d'Enghien. Il est appelé par courtoisie marquis de Senonches et de Brézolles
Colonel du régiment de Broglio, il est tué le 2 juillet 1656 au siège de Valence-sur-le-Pô et est enterré à Chieri.
Son fils Victor-Maurice comte de Broglie (1639-1727), gouverneur du Languedoc, devient maréchal de France en 1724.